# Airbus A320neo
Airbus A320neo je uskotrupni putnički avion koji je razvila kompanija Airbus. Radi se o novoj generaciji postojećeg Airbusa A320, a "neo" u nazivu označava "New Engine Option". Osim novih motora ovaj avion ima i druga poboljšanja poput novih završetaka krila (winglet), poboljšanu aerdinamiku, smanjenju masu, novu kabinu s većim prostorom za ručnu prtljagu i boljim sustavom za pročišćavanje zraka. Kupci imaju na izbor dva motora: CFM International LEAP-1A ili Pratt & Whitney PW1100G.
Prema tvrdnjama proizvođača A320neo sa svim poboljšanjima i novim motorima ostvaruje 15% smanjenje potrošjom goriva, 8% manje operativne troškove, smanjenu proizvodnju buke te smanjenje proizvodnje štetnih plinova za 10%. Povećao se i dolet zrakoplova za oko 900 km, a prima i do 20 putnika više od prethodnika što smanjuje troškove goriva po sjedalu za oko 20%.
Prvi let ovog novog tipa zrakoplova je ostvaren 25. rujna 2014. U siječnju 2017. Airbus ima preko 5000 narudžbi za A320neo.
Prvi zrakoplov je isporučen 20. siječnja 2016. Lufthansi.

## Inačice
Airbus je odlučio ponuditi tri napredne inačice A320 obitelji. To su: A319neo, A320neo i A321neo, dok se A318 za sada ne planira razvijati.
- A319neo: Inačica skraćeng trupa. Qatar Airways je prvi kupac ovoga tipa.[6]
- A320neo: Standardna inačica. Lufthansa je prvi kupac ovoga tipa.[7]
- A321neo: Inačica produženog trupa. ILFC je prvi kupac ovog tipa.[8]
  - A321LR: Inačica produženog doleta A321neo s dodatnim spremnicima za gorivo. Air Lease Corp. (ALC) je prvi kupac ovog tipa.[9]

## Narudžbe i isporuke
Od svog predstavljanja u prosincu 2010. Airbus je za A320neo u nešto više od dvije godine zaprimio preko 2.000 narudžbi što ga je učinilo najbrže prodavanim zrakoplovom u povijesti avijacije. Virgin America je postala prvi kupac s narudžbom od 30 A320neo zrakoplova. Međutim, u studenome 2012. su odlučili da ne žele isporuke prije 2020. te je prvi kupac tada postala leasing kompanija ILFC. Nakon toga Qatar airways je bio predviđen da posane prvi kupac, međutim u konačnici prvi isporučen zrakoplov je nosio boje Lufthanse.
|          |         | 2010 | 2011  | 2012 | 2013 | 2014  | 2015 | 2016 | 2017 | Ukupno |
| Narudžbe | A319neo | –    | 26    | 19   | –    | 2     | 3    | 5    | -22  | 33     |
| Narudžbe | A320neo | 30   | 1,081 | 378  | 387  | 824   | 583  | 343  | 507  | 4,044  |
| Narudžbe | A321neo | –    | 119   | 81   | 341  | 183   | 301  | 363  | 418  | 1,920  |
| Narudžbe | Ukupno  | 31   | 1,227 | 478  | 728  | 1,009 | 887  | 711  | 925  | 5,995  |
| Isporuke | A319neo | –    | –     | –    | –    | –     | –    | –    | –    | –      |
| Isporuke | A320neo | –    | –     | –    | –    | –     | –    | 68   | 161  | 229    |
| Isporuke | A321neo | –    | –     | –    | –    | –     | –    | –    | 20   | 20     |
| Isporuke | Ukupno  | –    | –     | –    | –    | –     | –    | 68   | 181  | 249    |

## Specifikacije
|                              | A319neo                                                   | A320neo                                                   | A321neo                                                                                  |
| ---------------------------- | --------------------------------------------------------- | --------------------------------------------------------- | ---------------------------------------------------------------------------------------- |
| Članova posade               | Dva                                                       | Dva                                                       | Dva                                                                                      |
| Kapacitet putnika            | 160 (1-klasa, maksimum)                                   | 195 (Certificiran) 189 (1-klasa, maksimum)                | 240 (1-klasa, maksimum) 206 (2-klase, A321LR)                                            |
| Prostor sjedišta             |                                                           | 71 cm - 74 cm (1-klasa, maximum)                          | 71 cm - 76 cm (1-klasa, maximum) 91 cm & 76 cm (2-klase, A321LR)                         |
| Širina sjedišta              | Ekonomska klasa (6 sjedišta u redu): 46 cm                | Ekonomska klasa (6 sjedišta u redu): 46 cm                | Ekonomska klasa (6 sjedišta u redu): 46 cm                                               |
| Brzina krstarenja            | 0,78 Mach (828 km/h na visini od 11.000 m/36.000 stopa)   | 0,78 Mach (828 km/h na visini od 11.000 m/36.000 stopa)   | 0,78 Mach (828 km/h na visini od 11.000 m/36.000 stopa)                                  |
| Maksimalna brzina            | 0,82 Mach (871 km/h na visini od 11.000 m/36.000 stopa)   | 0,82 Mach (871 km/h na visini od 11.000 m/36.000 stopa)   | 0,82 Mach (871 km/h na visini od 11.000 m/36.000 stopa)                                  |
| Max. masa slijetanja (MLW)   | 63,9 t                                                    | 67,4 t                                                    | 79,2 t                                                                                   |
| Max. masa polijetanja (MTOW) | 75,5 t                                                    | 79 t                                                      | 93,5 t A321LR: 97 t                                                                      |
| Maksimalna količina goriva   | 23.859 L standardno 29.659 L opcija                       | 23.859 L standardno 29.659 L opcija                       | 23.700 L standardno 29.684 L opcija 32.676 L A321LR                                      |
| Maksimalan dolet             | 7.800 km                                                  | 6.900 km                                                  | 6.760 A321LR:7.400                                                                       |
| Motori (×2)                  | CFM International LEAP-1A ili Pratt & Whitney PW1100G     | CFM International LEAP-1A ili Pratt & Whitney PW1100G     | CFM International LEAP-1A ili Pratt & Whitney PW1100G                                    |
| Promjer ventilatora          | PW: 2,06 m, LEAP-1A: 1,98 m                               | PW: 2,06 m, LEAP-1A: 1,98 m                               | PW: 2,06 m, LEAP-1A: 1,98 m                                                              |
| Potisak (x2)                 | PW1124G 24.000 Lbf (107 kN) LEAP-1A24 24.500 Lbf (109 kN) | PW1127G 27.000 Lbf (120 kN) LEAP-1A28 28.000 Lbf (125 kN) | PW1133G 33.000 Lbf (147 kN) PW1135G 35.000 Lbf (156 kN) LEAP-1A32/33 32.900 Lbf (146 kN) |

## Unutarnje poveznice
Natjecanje između Airbusa i Boeinga